# Uppenbarelsereligion
Uppenbarelsereligion är ett begrepp för de religioner – de flesta med ursprung i Asien –  som menar att gudar aktivt ingriper i världshistoriens gång och medvetet påverkar mänsklighetens utveckling – och att de dessa transcendenta väsen därvid på något sätt tillkännager sin närvaro och vilja genom ett utvalt sändebud eller profet, samt att detta resulterar i större förändringar för miljontals människor under lång tid. Det är här således fråga om något mer än visioner, profetior eller uppenbarelser som Mariauppenbarelser, och som hör till uppenbarelsetro inom vilken religion som helst, eller sådana upplevelser som t.ex. Den heliga Birgitta eller Paulus hade. Det är fråga om en uppenbarelse som leder till att en ny religion föds.

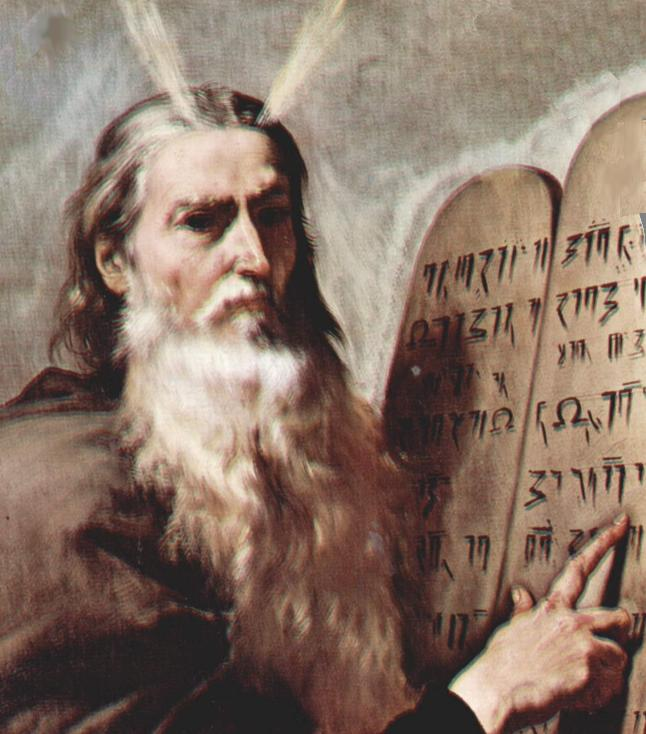
Mose med de lagtavlor han mottagit av Gud. Målning av José Ribera 1638.

## Monoteistiska religioner med rötter i Mellanöstern
I den snävare bemärkelsen åsyftas de trosuppfattningar med rötter i Sydvästasien / Mellanöstern, som enbart beaktar förekomsten av en enda gud, Gud (Allah, Jahve, etc), som är en och densamma för alla dessa religioner. Till dessa hör zoroastrismen, judendomen, kristendomen, islam och bahá'í samt några senare efterföljare, ofta av angloamerikanskt ursprung (se t.ex. rastafari, mormonism). Konceptet ligger därmed nära beteckningen abrahamitiska religioner, med den skillnaden att Guds sändebud inom bahá'í – Báb och Bahá'u'lláh –  inte särskilt trycker på någon släktlinje som kan spåras tillbaka till Abraham, vilket är fallet när det gäller Moses, Jesus och Muhammed. Zoroaster eller Zarathustra har inte heller något släktskap med Abraham.

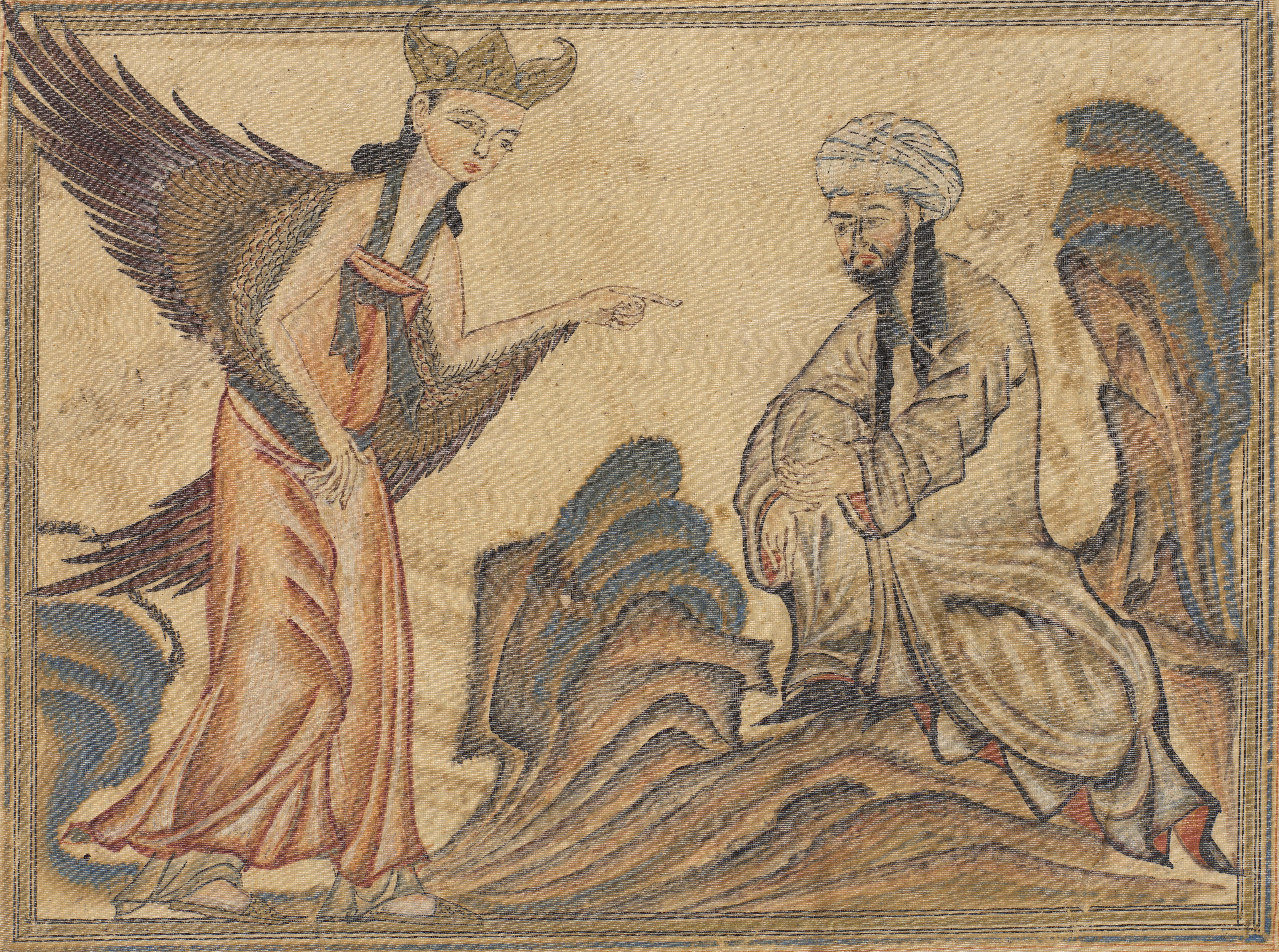
En morgon uppenbarade sig en ängel, Gabriel, hos Muhammed i grottan och krävde: "Läs"! Ängeln omfamnade den motvillige Muhammed allt hårdare tills han uttalade de allra första orden i Koranen: "Läs upp i din Herres namn, som skapat. Som skapar människan..." Bilden är från den persiska boken Jami' al-Tawarikh, utgiven av Rashid al-Din 1307. Ingen känner till Muhammeds rätta utseende.

### Gud, profeten, budskapet, påverkan på historien
- Gud uppenbarar sig (indirekt) för människorna genom

- budskap, som kan förmedlas direkt eller genom en ängel till ett utvalt sändebud,
- på ett ovanligt sätt eller i ett ovanligt sammanhang (för Muhammed i en grotta, för Mose i en brinnande törnbuske, för Bahá'u'lláh i en vidrig underjordisk fängelsehåla, etc), och
- olika händelser, ofta dramatiska, där profeten till slut segrar, som kommer att påverka många människor i en ny riktning och som kommer att ihågkommas och äras långt efteråt.
- Gud anses göra detta för att

- dels göra sig själv känd och
- dels tillkännage sin innersta vilja för mänskligheten (eller, till att börja med, för ett utvalt folk), vilket bl.a. brukar resultera i religiösa lagar, bindande regler samt ett perspektiv på historien och en glimt av vad som kommer att hända med mänskligheten och världen framgent.
- Där finns också en ledare – ett sändebud, en profet eller en gudsmanifestation – som spelar en avgörande roll för händelseutvecklingen. Han har kontakten med Gud och utför mirakel, och hans agerande

- resulterar i en ny, unik helig skrift med nytt religiöst material
- lägger grunden för en ny stor religion som lever kvar under mycket lång tid.

### Uppenbarande av skrifter
Det är genom sändebuden som Gud uppenbarar sin vilja, och dessa agerar i sin tur på lite olika sätt. Profeten Muhammed och Bahá'u'lláh tog på mystiskt sätt emot Guds ord och förmedlade dessa till skrivare eller närvarande sekreterare, vilket resulterade i att heliga skrifter som Koranen respektive Kitáb-i-Aqdas uppenbarades. Men även deras handlingar och predikningar eller tal är viktiga När det gäller kristendomen handlar det i stället om huvudpersonen Jesus har inte efterlämnat någon skrift som han själv författat. Det är hans normerande handlingsmönster, framträdanden (inkluderande predikningar och syftet med hans död), som anses direkt spegla hans Faders vilja. De flesta kristna anser att Jesus är Gud, men muslimer och bahá'íer ser Jesus som människa och Guds sändebud,  Beträffande Mose handlar det både om en dramatisk barndom, ett folks lika dramatiska flykt och av Gud uppenbarade lagar.

### Talprofeter och skriftprofeter
Man brukar ibland skilja på talprofeter och skriftprofeter. Till en början framförde profeterna sina budskap enbart muntligt, men kring mitten av 700-talet anses de första profeterna som började skriva ned sina förkunnelser i den bibliska traditionen. De är 16 till antalet i Gamla testamentet, och dit hör inte Mose. Ändå anses Mose av många, t.ex. muslimer och Jehovas Vittnen, ha skrivit i stort sett alla fem Moseböckerna själv och att innehållet i dem dessutom ska ha uppenbarats för honom. 

## Inspiration till upplysning

### Buddha
I ett bredare perspektiv kan även österländska religioner räknas som uppenbarelsereligioner, även om det är flera gudar inblandade, eller ingen alls – även Siddhartha Gautama gick igenom ett mönster av strapatser och umbäranden som liknar de som bland andra Moses och Zarathustra utsatte sig för/utsattes för. Slutligen satte han sig under ett bodhi-träd och försjönk i den meditation som skulle leda honom till den fulla insikten,  "upplysningen", kunskapen om alla de stora sanningarna. Nirvana var för honom en nivå över gudarnas värld, men hans upplevelse av Det Absoluta liknar mycket en uppenbarelse från Gud. Han titulerades aldrig profet, men tillbringade resten av sitt liv med att undervisa medmänniskorna. Han mötte först motstånd och protester, men slutresultatet blev en ny, stor religion – buddhismen.

### Krishna
I den hinduismens värld finns många olika gudar som i regel uppfattas som manifestationer av den ende Guden. Dessa gudar – t.ex. Krishna, Rama, Vasishta och Manu – har enligt den religiösa traditionen vandrat som människor på jorden, ofta under andra namn, för att lära ut sanningen till människorna. Det är möjligt att vi hittar en profet bakom någon av alla dessa avatarer.
Krishna är Gud – enligt vissa riktningar en avatar av Vishnu, enligt andra riktningar är Vishnu Krishnas avatar – men han är också känd som hjälten i Mahabharata och Bhagavad-Gita, med ett jordiskt liv likt profeternas, men med mer av övernaturlighet kring hans inkarnation som människa. Dessutom beskrivs han som förutspådd av profetior. Han tillbringar sin ungdom i landsflykt, vilket är ganska människolikt, för att sedan återvända som den vise hjälten som besegrar ondskan i allmänhet och demoner i synnerhet. Som äldre är det framför allt den vise och filosofiske Krishna. Han är i berättelsen inte en gud som deltar i den slutgiltiga striden, i stället ger han råd åt de goda krafterna.